# Туристичка организација Новог Сада
| Туристичка организација Новог Сада |                                 |
|                                    |                                 |
|                                    |                                 |
| Оснивач:                           | Град Нови Сад                   |
| Основана:                          |                                 |
| Седиште:                           | Трг слободе 3 · Нови Сад Србија |
| Веб презентација                   | https://novisad.travel/         |
| Контакт:                           | + 381 (0) 21 66 17 344          |

Туристичка организација Новог Сада основана је од стране Града Новог Сада са намером да све заинтересоване упозна са историјом, традицијом, културом и свим потенцијалима града. 

## Опште информације
Туристички инфо центри се налазе на две локације, у центру на Тргу слободе 3 и на железничкој станици.
Основни задатак запослених у туристичко информативним центрима Туристичке организације Града Новог Сада је директна комуникација са туристима који посећују град. Одговарају на питања која се тичу туристичке понуде новосадског подручја (где одсести, шта видети, шта посетити, шта све може бити садржај боравка…). Поред непосредно дате информације, туристи могу добити општи туристичко–пропагандни материјал (туристичке мапе, брошуре) као и понуду новосадских туристичких агенција, смештајних капацитета, програме институција културе, понуду салаша, винара, садржаје манифестација, догађаја који се дешавају у граду и околини…
Запослени у оба туристичко информативна центра садрже сајамске презентације на које ТОНС традиционално иде.